# Guayaquiltrogon

Verbreitungsgebiet des Guayaquiltrogones

Der Guayaquiltrogon (Trogon mesurus), Syn. Troctes mesurus, Curucujus melanurus pacificus (Chapman, 1923), Trogon melanurus mesurus, ist eine Vogelart aus der Familie der Trogone (Trogonidae).
Früher wurde die Art als Unterart (ssp.) des Schwarzschwanztrogons (Trogon melanurus) angesehen und als Trogon melanurus mesurus bezeichnet, aufgrund genetischer Unterschiede wurde sie jedoch als selbständig abgetrennt.
Der Vogel kommt im Westen Ecuadors und im äußersten Nordwesten Perus vor.
Der Lebensraum umfasst feuchten Misch-, Sekundärwald, Waldränder und immergrünen Wald von bis 1250 m.
Der Artzusatz kommt von altgriechisch μέσος mesos, deutsch ‚mittel‘ und altgriechisch οὐρά ourá, deutsch ‚Schwanz‘.

## Merkmale
Die Art ist 30–32 cm groß und wiegt zwischen 96 und 100 g, ein großer Trogon mit langem, deutlich gestuftem Schwanz, kleinen Füßen und kurzem, dicken Schnabel. Das Männchen ist an Gesicht und Kehle schwarz, Kopfkappe, Nacken und Oberseite sind leuchtend schimmernd grün, der Bürzel, die Oberschwanzdecken und mittleren Steuerfedern sind bläulich grün. Die Flügeldecken und Außenfahnen der Armschwingen sind fein schwarz-grauweiß marmoriert. Die Handschwingen und Deckfedern sind matt schwarz. Der obere Brustanteil ist hellgrün und wird durch ein weißes Brustband gegen den kräftig roten unteren Teil der Brust und die Unterseite abgegrenzt. Die Schwanzunterseite ist schieferfarben bis schwarz.
Statt grün ist das Weibchen grau, die Kopfseiten sind schiefergrau bis schwärzlich. Die Flügeldecken sind etwas mehr schwärzlich.
Die Iris ist weiß, der Augenring beim Männchen hellrot. Der Schnabel ist gelb, der Oberschnabel beim Männchen gelblich-grün, der Unterschnabel ist schwarz mit etwas Gelb an der Basis. Die Füße sind schmutzig-braun.
In Nordwestecuador kommt die Art zusammen mit dem sehr ähnlichen Blauschwanztrogon (Trogon comptus) vor, der aber kein weißes Brustband aufweist, dessen Männchen keinen roten Augenring hat und grüner gefärbt ist. Ähnlich sind auch Schieferschwanztrogon (Trogon massena) und Schwarzschwanztrogon (Trogon melanurus), die aber nicht im gleichen Ausbreitungsgebiet vorkommen und beide keine weiße Iris und keinen gelben Schnabel haben.

## Geografische Variation
Die Art ist monotypisch.

## Stimme
Der Gesang des Männchens wird als langsame, kurze Folge von „cuh-cuh-cuh-cuh-cow-cow-ców-ców-ców“ Lauten beschrieben, zögerlich beginnend, dann kräftiger werdend wie beim Schwarzschwanztrogon, eventuell etwas schneller. Der Ruf ist eine Folge von schnatternden Lauten „cra crra crra crra“.

## Lebensweise
Die Nahrung besteht aus Früchten und Gliederfüßern wie bei anderen Trogonen auch. Die Art tritt meist einzeln oder paarweise, seltener auch in kleinen Gruppen auf.
Die Brutzeit liegt vermutlich zwischen September und Oktober.
Das Nest wird auf Bäumen in Termitenbauten ausgegraben als glatte Kammer mit ziemlich kurzem Eingangstunnel.
Das Gelege besteht aus 2–3 glänzend weißen Eiern, die von beiden Elternvögeln bebrütet werden, die das Nest auch bei Störungen durch laute Geräusche oder Klopfen an den Baum nicht verlassen, sondern aus dem Nesttunnel heraus die Störung beobachten.

## Gefährdungssituation
Der Bestand gilt als „nicht gefährdet“ (least Concern).